# Vodvilj
Vodvilj je uz farsu, grotesku i satiru, vrsta komedije i to laka, zabavna komedija koja je prošarana kupletima. Kupleti su šaljivi monolozi i prizori u kojima se izvode popularne melodije.
Vodvilj (franc. vaudeville) je prvobitno bio francuska narodna pjesma satiričnog sadržaja.
U vodvilju su se izvodile poznate melodije, ali stavivši s vremenom naglasak na govorni tekst, vodvilj je zanemario glazbu popularnih arija (zahvaljujući Pikaru, Skribu i Labišu) i postao vrlo vesela komedija zasnovana na komici situacije, s namjerom da zabavi gledatelje. Početkom 20. stoljeća u nekim vodviljima pojedinih autora tonalitet ležernosti povlači se pred komikom koja nije više samo komika situacije, već i komika karaktera, naravi.